# K2 (film)
K2 is een Amerikaans-Britse film uit 1992. Het verhaal van de film gaat over twee vrienden die de K2 willen beklimmen.

## Verhaal
Taylor en Harold zijn goede vrienden en redelijke klimmers. Tijdens de beklimming van een berg ontmoeten ze een man die wil proberen de K2, de op een na hoogste berg op aarde, te beklimmen. De altijd opdringerige Taylor vraagt de man of hij en Harold ook mee mogen op deze beklimming. Ook al zijn ze zo goed, de K2 blijft een zware beklimming.

## Rolverdeling
| Acteur         | Personage      |
| -------------- | -------------- |
| Michael Biehn  | Taylor Brooks  |
| Matt Craven    | Harold Jameson |
| Annie Grindlay | Lisa           |
| Elena Wohl     | Tracey         |